# نهنگان قاتل اسیر

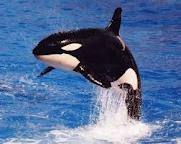
نهنگ مگاپتری

بسیاری از نهنگان قاتل برای اهدافی همچون جفت‌گیری یا اجرای نمایش در اسارت هستند. عمل گرفتن نهنگ‌ها و نمایش دادن آنها در نمایشگاه‌ها در دهه سالهای ۱۹۶۰ شروع شد و خیلی زود در آکواریوم‌های عمومی و پارک‌های آبی تبدیل به جاذبه شد و به دلیل هوش، قابلیت تربیت شدن، ظاهری قابل توجه، بازیگوشی و جثه بزرگش محبوبیت زیادی کسب کرد. در ۹ ژانویه ۲۰۲۳ تعداد نهنگ‌های در بند در دنیا ۵۵ عدد بوده که ۲۹ تا از آنها در بند متولد شده‌اند. در آن زمان ۱۸ تا از این نهنگ‌ها در سی ورلد (پارک آبی زنجیره ای مشهور در آمریکا) بودند.
عمل نگه داشتن نهنگ‌ها در اسارت، به دلیل جدایی آنها از خانواده خود در حین گرفته شدن و شرایط زندگی و سلامت آنها در اسارت بسیار مورد بحث می‌باشد. به علاوه، امنیت مربی حیواناتی که وارد آب می‌شود تا با نهنگ‌های در بند کار کنند تبدیل به مسئله ای شده که نگرانی‌های بسیاری را به خود جذب کرده‌است چرا که باعث بسیاری از حمله‌های جدی به انسان می‌شود که برخی از آنها کشنده بودند. حمله نهنگ‌های وحشی به انسان بسیار نادر است و هیچ مرگی گزارش نشده‌است.

## نهنگ‌های قاتل
نهنگ‌ها دارای جثه ای بزرگ، پر جنب و جوش و با هوش هستند. نهنگ‌های نر بین ۶ تا ۹٫۷ متر (۲۰ تتا ۳۲ فوت) طول دارند و وزنشان می‌تواند به بیش از ۸ تن (۸٫۸ تن) برسد. در حالیکه نهنگ‌های ماده بین ۵ تا ۷ متر (۱۶ تا ۲۳ فوت) طول داشته و بین ۳ تا ۵ تن (۳٫۳ تا ۵٫۵ تن) وزن دارند. در خانواده دلفین‌ها، نهنگ‌ها بزرگ‌ترین گونه هستند. این گونه‌ها در تمامی اقیانوس‌های دنیا یافت می‌شوند، از آبهای سرد قطبی و اقیانوس منجمد جنوبی گرفته تا دریاهای آب گرم استوایی. نهنگ‌ها باهوش، تطبیق پذیر و شکارچیان فرصت طلبی می‌باشند. برخی از آنها از ماهی‌ها تغذیه می‌کنند و برخی دیگر از پستانداران دریایی مانند شیرهای دریایی، فک‌های فیلی، فک‌های بی گوش، گرازهای دریایی، گراز ماهی‌ها، دلفین‌ها، وال‌های بزرگ و برخی از کوسه‌ها مانند کوسه‌های سفید. این گونه‌ها از شکارچیان راس هرم هستند زیرا هیچ حیوان دیگری نهنگ‌ها را شکار نمی‌کند. پنج نوع گونه مجزا از نهنگ‌ها وجود دارد و برخی از آنها از نژادهای متفاوت، زیرگونه یا حتی گونه‌های مجزا می‌باشند. نهنگ‌ها بسیار اجتماعی هستند و برخی جمعیت‌ها از گروه‌های خانوادگی مادری تشکیل شده‌اند که پایدارترین نوع ساختاری در بین تمام گونه‌های حیوانی می‌باشد. رفتار اجتماعی پیشرفته، تکنیک‌های شکار و رفتار صوتی نهنگ‌ها به عنوان ظهور فرهنگ حیوانی توصیف شده‌اند.
هرچند که نهنگ‌ها در معرض خطر انقراض نیستند، اما برخی از جمعیت‌ها در خطر بوده یا به دلایل زیست انباشتگی آلوده کننده اساسی پایدار (فرایند جمع شدن تدریجی مواد شیمیایی مضر و فضولات صنعتی در بافت‌های زنده)، تقلیل جمعیت شکار، شکار شدن برای نمایش در پارک‌های پستانداران آبی، کشمکش با فعالیت‌های ماهیگیری، آلودگی‌های صوتی، کشتی‌های راهبری، استرس بخاطر قایق‌های تماشای نهنگ‌ها و خسارت به محیط زندگی این گونه‌ها تحت خطر انقراض می‌باشند.

## شکار و تولید مثل
شکار نهنگ‌ها و فراهم کردن محیطی سالم برای نهنگ‌های شکار شده بسیار مشکل می‌باشد. شکارهای اولیه در سالهای ۱۹۶۰ به جراحات و مرگ بسیاری از نهنگ‌ها منجر گردید. هرچند با تجربه کسب کردن و تخصص یافتن در شکار و مراحل پس از شکار نرخ زنده ماندن شکار نیز بهبود یافت. تعداد شکار زنده در اوایل دهه ۱۹۷۰ به بالاترین تعداد رسید. اما با پیشرفت کردن مراکز دریایی در حفظ جمعیت‌های موجود در پارک‌های آبی از طریق پرورش شکارها و بارور سازی مصنوعی، شکار نهنگ‌ها به‌طور کلی کاهش یافته و حتی بسیار نادر شدند.